# رمان کلیددار

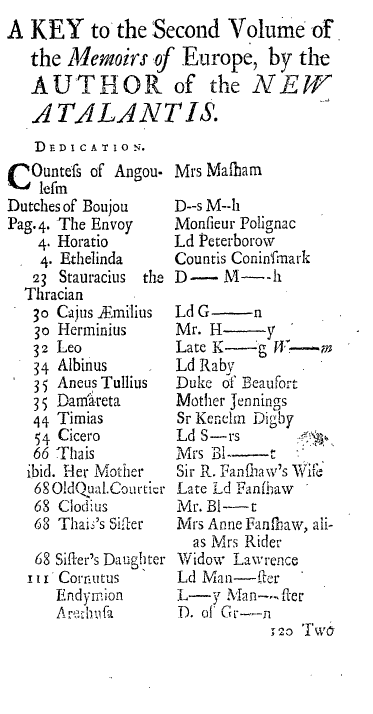
رمان کلیددار

رمان کلیددار (فرانسوی: Roman à clef‎) رمانی است بر اساس داستان واقعی اما با نما و برون‌مایه ادبیات داستانی مانند تغییر جزئیات یا نام شخصیت‌ها. 